# Pon和Zi
Pon和Zi是由美国学生艺术家Azuzephre（Jeff Thomas）创作的两个EMO卡通角色。Zi是蓝色的小人，看起来冷淡且不解风情；Pon是黄色的小人，活泼乐观、情感丰富。
Jeff Thomas现就读于加利福尼亚州的艺术中心设计学院，他在高中时代曾经是一名孤僻、忧郁的学生，早年受到暴力风格漫画的影响。他从2004年开始创作以Pon和Zi为主题的漫画，内容涉足情感、生命、哲理，漫画风格简洁温馨，大多数情感基调充满悲伤、抑郁的色彩。这些漫画最早为人所知是在2007年。从那以后，Pon和Zi通过网络开始流行，时至今日，Pon和Zi已成为EMO流行文化的某种象征。